# HD 27881
HD 27881，又名CD-25 1862，SAO 169391、HR 1384，是一颗恒星，视星等为5.83，位于銀經222.75，銀緯-42.75，其B1900.0坐标为赤經4h 18m 54.8s，赤緯-25° -42.75′ 30″。